# Xylopteryx doto
Xylopteryx doto là một loài bướm đêm trong họ Geometridae.